# شويحة (حماة)
شويحة أو تل الشيح قرية سورية تتبع ناحية صبورة في منطقة سلمية في محافظة حماة. بلغ عدد سكانها 193 نسمة في عام 2004 حسب إحصاء المكتب المركزي للإحصاء.

## وصلات خارجية
- الوحدات الإدارية في محافظة حماة نسخة محفوظة 18 أبريل 2019 على موقع واي باك مشين.